# Jannik Thomsen
Jannik Brandt Thomsen (født 16. juni 1981) er en dansk sanger og rapper, kendt som Jay fra pop-duoen Nik & Jay. 

## Opvækst
Jannik Thomsen voksede op, som den ældste af fire brødre, i Værløse, hvor han blandt andet stod på skateboard, og samlede på ciclider.
Han blev student fra Aurehøj Gymnasium i Gentofte i 2000.[kilde mangler]
Før Nik & Jay tog fart, arbejde han blandt andet som postbud og gjorde rent i en børnehave. Derudover nåede han og Niclas Petersen blandt andet at stille op til Dansk Melodi Grand Prix sammen med to andre, dog uden at komme med i det endelige show.

## Helbred
Efter en koncert i 2009 på Skanderborg Festivalen, valgte han at søge professionel hjælp for symptomer på angst.

## Uddannelse
Aurehøj Gymnasium (1997 - 2000)